# V Liceum Ogólnokształcące im. Romualda Traugutta w Radomiu
V Liceum Ogólnokształcące im. Romualda Traugutta w Radomiu – publiczna szkoła ponadpodstawowa założona w 1948 roku na bazie Szkoły Ludowej im. Władysława Syrokomli (istniejącej od 1918). Jej pierwszym dyrektorem został Stanisław Zapała.
Absolwentami szkoły są m.in.: bp Adam Odzimek (ur. 1944), siatkarze – Robert Prygiel (ur. 1976), Adrian Stańczak (ur. 1987), Wojciech Żaliński (ur. 1988) oraz raper KęKę (Piotr Siara, ur. 1983).

## Historyczne nazwy
- 1948–1951 – Jedenastoletnia Ogólnokształcąca Szkoła Rozwojowa Nr 2
- 1951–1953 – Szkoła Ogólnokształcąca stopnia podstawowego i Liceum Nr 2
- 1953–1954 – Państwowe Liceum Ogólnokształcące Nr 3
- 1954–1966 – Szkoła Podstawowa Nr 38 i V Liceum Ogólnokształcące
- 1966–1978 – V Liceum Ogólnokształcące
- 1978–1989 – V Liceum Ogólnokształcące przy Zespole Szkół Ogólnokształcących
- 1989–2001 – V Liceum Ogólnokształcące im. Romualda Traugutta
- 2001–2005 – V Liceum Ogólnokształcące przy Zespole Szkół Ogólnokształcących Nr 3 im. Romualda Traugutta
- od 2013 – V Liceum Ogólnokształcące z Oddziałami Dwujęzycznymi im. Romualda Traugutta w Radomiu

## Dyrektorzy
- 1948–1952 – Stanisław Zapała
- 1952–1956 – Stanisław Tarnowski
- 1956–1970 – Wawrzyniec Słomski
- 1970–1976 – Marek Gawlik
- 1976–1986 – Maria Rudecka
- 1986–1996 – Irmina Nowicka
- 1996–2001 – Maria Oder
- 2001–2007 – Mieczysław Łazuk
- od 2007 – Elżbieta Bartkiewicz